# Lodewijk II van Palts-Zweibrücken
Lodewijk II van Palts-Zweibrücken bijgenaamd de Jongere (Zweibrücken, 14 september 1502 - aldaar, 3 december 1532) was van 1514 tot aan zijn dood hertog van Palts-Zweibrücken en graaf van Veldenz. Hij behoorde tot het huis Palts-Zweibrücken.

## Levensloop
Lodewijk II was de oudste zoon van hertog Alexander van Palts-Zweibrücken en Margaretha van Hohenlohe-Neuenstein, dochter van graaf Karel VI. In 1514 volgde hij zijn vader op als hertog van Palts-Zweibrücken. Wegens zijn minderjarigheid stond hij tot in 1519 onder het regentschap van zijn moeder en een ondersteunende regentenraad. Omdat de stad Annweiler zijn moeder weigerde te huldigen, belegerde Lodewijk in 1519 de stad, die zich na onderhandelingen op 6 februari overgaf. In 1522 vocht hij met een keizerlijk leger in de Habsburgse Nederlanden.
Lodewijks regering vond plaats ten tijde van de Reformatie. In zijn jeugd werd hij beïnvloed door theoloog Johannes Bader. Op de Rijksdag van Worms van 1521 steunde hij Maarten Luther, van wie Lodewijk een volgeling was. Zijn geloof in de Reformatie wankelde toen de Duitse Boerenoorlog, waar Palts-Zweibrücken uiteindelijk van gespaard bleef. Tegelijkertijd liet hij de kloosters van Hornbach en Wörschweiler ongemoeid. 
Hij stierf in december 1532 op dertigjarige leeftijd aan tuberculose. Lodewijk II werd bijgezet in de Alexanderkerk van Zweibrücken. Zijn minderjarige zoon Wolfgang volgde hem op, onder het regentschap van zijn jongere broer Ruprecht van Palts-Veldenz.

## Huwelijk en nakomelingen
Op 10 september 1525 huwde hij in Kassel met Elisabeth (1503-1563), dochter van landgraaf Willem I van Hessen. Ze kregen twee kinderen:
- Wolfgang (1526-1569), vorst van Palts-Zweibrücken
- Christina (1528-1534)

## Voorouders
| Voorouders van Lodewijk II van Palts-Zweibrücken (1502-1532) | Voorouders van Lodewijk II van Palts-Zweibrücken (1502-1532)                                  | Voorouders van Lodewijk II van Palts-Zweibrücken (1502-1532)                                  | Voorouders van Lodewijk II van Palts-Zweibrücken (1502-1532)                                  | Voorouders van Lodewijk II van Palts-Zweibrücken (1502-1532)                                  | Voorouders van Lodewijk II van Palts-Zweibrücken (1502-1532)                                  | Voorouders van Lodewijk II van Palts-Zweibrücken (1502-1532)                                  | Voorouders van Lodewijk II van Palts-Zweibrücken (1502-1532)                                  | Voorouders van Lodewijk II van Palts-Zweibrücken (1502-1532)                                  |
| ------------------------------------------------------------ | --------------------------------------------------------------------------------------------- | --------------------------------------------------------------------------------------------- | --------------------------------------------------------------------------------------------- | --------------------------------------------------------------------------------------------- | --------------------------------------------------------------------------------------------- | --------------------------------------------------------------------------------------------- | --------------------------------------------------------------------------------------------- | --------------------------------------------------------------------------------------------- |
| Overgrootouders                                              | Stefan van Palts-Simmern-Zweibrücken (1385-1459) ∞ Anna van Veldenz (1390-1439)               | Stefan van Palts-Simmern-Zweibrücken (1385-1459) ∞ Anna van Veldenz (1390-1439)               | Anton van Croÿ (1385-1475) ∞ Margaretha van Lotharingen-Vaudémont (-1477)                     | Anton van Croÿ (1385-1475) ∞ Margaretha van Lotharingen-Vaudémont (-1477)                     | Karel V Hohenlohe-Neuenstein (-) ∞ Margareta von Oettingen (–)                                | Karel V Hohenlohe-Neuenstein (-) ∞ Margareta von Oettingen (–)                                | Ulrich V van Württemberg (1413-1480) ∞ Margaretha van Kleef (1416-1444)                       | Ulrich V van Württemberg (1413-1480) ∞ Margaretha van Kleef (1416-1444)                       |
| Grootouders                                                  | Lodewijk I van Palts-Zweibrücken (1424-1489) ∞ Johanna van Croÿ (1435-1504)                   | Lodewijk I van Palts-Zweibrücken (1424-1489) ∞ Johanna van Croÿ (1435-1504)                   | Lodewijk I van Palts-Zweibrücken (1424-1489) ∞ Johanna van Croÿ (1435-1504)                   | Lodewijk I van Palts-Zweibrücken (1424-1489) ∞ Johanna van Croÿ (1435-1504)                   | Karel VI Hohenlohe-Neuenstein (1452-1503) ∞ Helene von Württemberg (1453-1506)                | Karel VI Hohenlohe-Neuenstein (1452-1503) ∞ Helene von Württemberg (1453-1506)                | Karel VI Hohenlohe-Neuenstein (1452-1503) ∞ Helene von Württemberg (1453-1506)                | Karel VI Hohenlohe-Neuenstein (1452-1503) ∞ Helene von Württemberg (1453-1506)                |
| Ouders                                                       | Alexander van Palts-Zweibrücken (1462-1514) ∞ Margaretha van Hohenlohe-Neuenstein (1480-1522) | Alexander van Palts-Zweibrücken (1462-1514) ∞ Margaretha van Hohenlohe-Neuenstein (1480-1522) | Alexander van Palts-Zweibrücken (1462-1514) ∞ Margaretha van Hohenlohe-Neuenstein (1480-1522) | Alexander van Palts-Zweibrücken (1462-1514) ∞ Margaretha van Hohenlohe-Neuenstein (1480-1522) | Alexander van Palts-Zweibrücken (1462-1514) ∞ Margaretha van Hohenlohe-Neuenstein (1480-1522) | Alexander van Palts-Zweibrücken (1462-1514) ∞ Margaretha van Hohenlohe-Neuenstein (1480-1522) | Alexander van Palts-Zweibrücken (1462-1514) ∞ Margaretha van Hohenlohe-Neuenstein (1480-1522) | Alexander van Palts-Zweibrücken (1462-1514) ∞ Margaretha van Hohenlohe-Neuenstein (1480-1522) |